# Parapsallus
Parapsallus is een geslacht van wantsen uit de familie van de Miridae (Blindwantsen). Het geslacht werd voor het eerst wetenschappelijk beschreven door Wagner in 1952.

## Soorten
Het genus is monotypisch en bevat alleen de volgende soort:

- Parapsallus vitellinus (Scholz, 1847)